# Атіла колумбійський

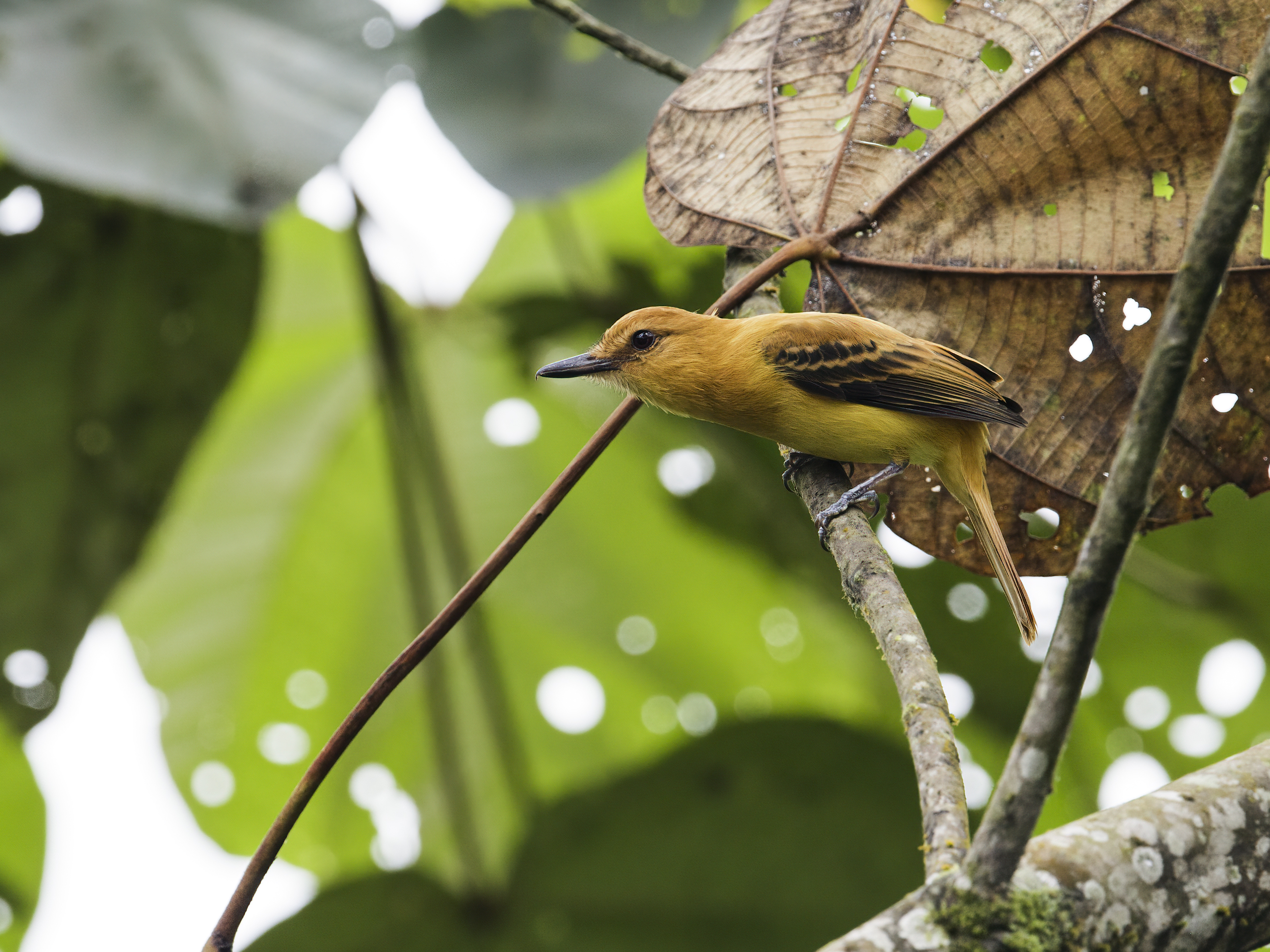
Колумбійський атіла

Аті́ла колумбійський (Attila torridus) — вид горобцеподібних птахів родини тиранових (Tyrannidae). Мешкає в Південній Америці.

## Опис
Довжина птаха становить 20,5 см. Забарвлення переважно жовтувато-коричневе. Верхня частина тіла світло-охриста. Гузка жовтувата, нижня частина тіла охристо-жовта. Крила чорні.

## Поширення і екологія
Колумбійські атіли мешкають на заході Еквадору, на північному заході Перу та на крайньому південному заході Колумбії. Вони живуть у вологих рівнинних і гірських тропічних лісах та на плантаціях. Зустрічаються на висоті до 1000 м над рівнем моря. Живляться безхребетними, зокрема павуками. Майже половину раціону молодих птахів займають дрібні хребетні (жаби і ящірки). Сезон розмноження триває з січня по травень.

## Збереження
МСОП класифікує цей вид як вразливий. За оцінками дослідників, популяція колумбійських атіл становить від 3750 до 15000 птахів. Їм загрожує знищення природного середовища.